# Algo contigo
Algo contigo es un programa de televisión uruguayo de espectáculos e interés general emitido por el Canal 4 desde el 2 de mayo del 2011. Cuenta con la conducción de Luis Alberto Carballo acompañado por Anahí Lange, Mariano Pagliari y Cintia Caballero.

## Programa

### Formato
El programa es de género espectáculos y está enfocado en el mundo televisivo rioplatense y del mundo. Contiene noticias, invitados, entretenimiento y sorteo. En el mismo, participa la teleaudiencia que ha llamado al número 0900-2424 durante la semana; se sortea un papel con los datos de los participantes. El ganador es llamado en vivo y si atiende diciendo: "Algo Contigo" ganará el monto sorteado en una ruleta, $20.000 o $120.000. Si nadie atiende, el premio queda vacante. En caso de que salga sorteado el premio mayor ($120.000 o más) no es necesario decir "Algo Contigo", gana el monto indicado automáticamente. 

### Historia
El programa comenzó sus emisiones el 2 de mayo de 2011, reemplazando al programa de entretenimientos Pizza a Carballo, programa presentado por el mismo conductor, Luis Alberto Carballo. El panel inicial estuvo conformado por Natalie Yoffe, Diego Bello, Daniel Alejandro y Gustavo Fernández Insúa, y en los móviles Tato Barbeito. Tiempo después se unió Sofía Rodríguez. 
En el 2014 se retiraron del panel Natalie Yoffe y Gustavo Fernández Insúa, e ingresa Fernando Invernizzi. También se sumó al programa Giannina Silva en el rol de movilera. 
En 2016, el programa cambió rotundamente de escenografía teniendo un panel, con el conductor parado y una pantalla detrás del mismo. Más alejados dos sillones, donde se hacen las entrevistas entre el conductor y el invitado. Giannina Silva pasó al panel fijo del programa y posteriormente se unió Daiana Abracinskas.
En 2017, Sofía Rodríguez comenzó a conducir el show Maybelline Model, por lo que abandonó el programa. Fue reemplazada por Gastón "Rusito" González.
Hubo otro cambio visual al año siguiente, con nuevos gráficos y escenografía, siendo un living con cinco sillas (para los panelistas y el conductor), y agregando una silla para un invitado especial. Detrás de las sillas el logo del programa, dos letras "A" y "C" de color morado, haciendo referencia al nombre del programa. En el estreno del programa, abandonaron el panel Fernando "Nano" Invernizzi y Daiana Abracinskas. e ingresaron Luciana González y Patricia Wolf. En junio de ese mismo año, el conductor Luis Alberto Carballo fue reemplazado por Gastón González por varios meses debido a una operación de garganta.
Al año siguiente, Anahí Lange se incorporó al panel reemplazando a Patricia Wolf.
En el 2022, se anunció la renovación del programa para su nueva temporada con una nueva escenografía y gráficos, y la incorporación de Mariano Pagliari y Cintia Caballero en reemplazo de Gustavo Fernández Insúa y Luciana González. El 27 de enero de 2023, Giannina Silva debió dejar el programa al asumir el rol de conductora del magacín matutino Vamo' arriba para reemplazar a Andy Vila. Semanas después se confirmó que la comunicadora Patricia Fierro tomaría el lugar de Silva en el panel.

## Equipo

### Conducción
- Luis Alberto Carballo (2011 - presente)

### Panelistas

#### Actualidad
- Anahí Lange  (2019 - presente)
- Mariano Pagliari (2022 - presente)
- Cintia Caballero (2022 - presente)

#### Antiguos
- Diego Bello (2011 - 2012)
- Natalie Yoffe (2011 - 2013)
- Gustavo Fernández Insúa (2011 - 2014, 2018 - 2022)
- Daniel Alejandro (2011 - 2017)
- Sofía Rodríguez (2012 - 2017)
- Fernando Invernizzi (2014 - 2018)
- Daiana Abracinskas (2016 - 2018)
- Giannina Silva (2016 - 2023)
- Gastón "Rusito" González (2017 - 2018)
- Patricia Wolf (2018 - 2019)
- Luciana González (2018 - 2022)
- Patricia Fierro (2023)

### Móviles

#### Actualidad
- Ana Laura Román (2015 - presente)

#### Antiguos
- Tato Barbeito (2011 - 2014)
- Álvaro Navia (2012 - 2013)
- Giannina Silva (2014 - 2015)

## Premios y nominaciones
| Premio            | Categoría                   | Receptor              | Resultado |
| ----------------- | --------------------------- | --------------------- | --------- |
| Premios Iris 2012 | Programa de espectáculos    | Algo contigo          | Ganador   |
| Premios Iris 2012 | Revelación                  | Natalie Yoffe         | Ganadora  |
| Premios Iris 2012 | Conductor                   | Luis Alberto Carballo | Nominado  |
| Premios Iris 2013 | Programa de espectáculos    | Algo contigo          | Ganador   |
| Premios Iris 2013 | Conductor                   | Luis Alberto Carballo | Ganador   |
| Premios Iris 2014 | Programa de espectáculos    | Algo contigo          | Nominado  |
| Premios Iris 2014 | Conductor                   | Luis Alberto Carballo | Nominado  |
| Premios Iris 2016 | Programa de espectáculos    | Algo contigo          | Ganador   |
| Premios Iris 2016 | Conductor                   | Luis Alberto Carballo | Nominado  |
| Premios Iris 2016 | Panelista                   | Daniel Alejandro      | Nominado  |
| Premios Iris 2016 | Panelista                   | Fernando Invernizzi   | Nominado  |
| Premios Iris 2017 | Programa de interés general | Algo contigo          | Nominado  |
| Premios Iris 2017 | Conductor                   | Luis Alberto Carballo | Nominado  |
| Premios Iris 2017 | Móviles                     | Giannina Silva        | Ganadora  |
| Premios Iris 2017 | Panelista                   | Fernando Invernizzi   | Nominado  |
| Premios Iris 2018 | Interés general             | Algo contigo          | Nominado  |
| Premios Iris 2018 | Conductor                   | Luis Alberto Carballo | Ganador   |